# Kim Sunna
Kim Sunna, född 19 juni 1987 i Kiruna, är en svensk ishockeyforward som spelar för Kiruna IF i Division 1 Norra.